# KF Arbëria
Der KF Arbëria (albanisch Klubi Futbollistik Arbëria) ist ein Fußballverein aus dem Dorf Dobrajë e Madhe im Kosovo. Der Verein spielte in der ersten Liga des Kosovo, der IPKO Superliga. Der Club spielt seine Heimspiele im Sami Kelmendi Stadion, das 3200 Plätze bietet.